# باندورائية متنفسة
باندورائية متنفسة (الاسم العلمي: Pandoraea pnomenusa) هي نوع من البكتيريا، سلبية الغرام، تتبع جنس الباندورائيات.